# Domenico Macaggi
Domenico Macaggi (Vignole Borbera, 23 ottobre 1891 – Genova, 9 marzo 1969) è stato un medico, politico, criminologo e calciatore italiano.

## Biografia
Nato a Vignole Borbera in val Borbera nell'Appennino ligure si iscrisse alla facoltà di medicina e chirurgia dell'Università degli Studi di Genova, partecipando alla vita goliardica.
Sportivo in gioventù fu calciatore dell'Andrea Doria insieme al fratello Jan, società con cui ottenne il secondo posto nel Girone semifinale D della Prima Categoria 1914-1915.
Da studente partecipò alla stagione lirica del 1914 del "Beneficio Opera Universitaria" esibendosi a Vienna e Belgrado.
Ottenne la laurea nel 1916 con il massimo dei voti.
Nella prima guerra mondiale combatté sul Lagazuoi e sul Monte San Gabriele, dove venne ferito, con il 5º e il 6º Reggimento alpini.
Nel 1925 divenne assistente universitario all'Università di Genova presso l'Istituto di Medicina Legale allora diretto da Gian Giacomo Perrando.
Poi divenne medico legale, durante la guerra fu antifascista e si iscrisse al Partito Socialista Italiano. Già professore ordinario di medicina legale e delle assicurazioni all'Università di Genova.
Nel 1934 gli fu affidato l'incarico dell'istittuto di medicina legale dell'Università degli Studi di Cagliari.
Nel 1935 vinse il concorso per la carica di medicina legale all'Università degli Studi di Parma, due anni dopo ebbe l'opportunità di trasferimento all'Università di Pisa, dove rimase per la sola durata dell'anno accademico.
Nel 1938 tornò a Genova dove diresse l'Istituto di Medicina Legale presso la Facoltà di Medicina e Chirurgia dell'ateneo genovese, che fu gravemente danneggiato dai bombardamenti alleati del 1942 e fu impegnato nelle fasi di ricostruzione.
Durante la Repubblica Sociale Italiana venne denunciato al Tribunale Speciale perché aveva firmato con altri professori un manifesto antifascista, così entrò in clandestinità e si unì come medico delle formazioni partigiane dell'Appennino ligure (in primis Pinan Cichero), poi quando il fratello Giovanni Battista (1894-1971), anch'esso chirurgo fu arrestato e portato nel carcere di Marassi fu il suo amico Aldo Franchini a fare da tramite a Genova.
Legato al Partito Socialista Italiano, durante il fascismo non dimostrò mai la sua appartenenza, fino alla Resistenza.
Nel 1945 fu sindaco di Vignole Borbera dal 25 aprile fino al 28 giugno, si dimise dalla carica per gli impegni universitari.
Nel 1949 si sposò con Adriana Amante a Genova.
Si è interessato in modo particolare della vitalità e dell'infanticidio e di questioni medico-assicurative in genere. Alle elezioni del 1958 venne letto senatore nelle file del Partito Socialista Italiano.
Nel 1961 lasciò la cattedra universitaria.
Negli ultimi anni fu direttore dell'Istituto Medicina Legale dell'Università di Genova.
Morì a Genova il 9 marzo 1969 alla Clinica Bertani di collasso cardiocircolatorio.
Il quotidiano socialista genovese "Il Lavoro" dell'11 marzo scrisse sulla morte improvvisa di Macaggi:
Ai suoi funerali l'11 marzo a Genova erano presenti il vicepresidente del Consiglio Francesco De Martino, il presidente del Senato Amintore Fanfani e della Camera Sandro Pertini e il Ministro del Mezzogiorno Paolo Emilio Taviani.
A lui è dedicata la biblioteca di Novi Ligure e quella di Vignole Borbera. Inoltre la Società Italiana di Medicina Legale con l'Università di Genova ha istituito nel 1969 un premio in suo onore.
È stato sepolto nel cimitero di Vignole Borbera.